# 隐性
隐性遗传（英語：recessive）是一种基因遗传中的情况，表现为在遗传过程中，某个基因的性状并不顯現出来，而有可能“隐藏”于基因内，除非来自父母双方的基因都给子代遗传了此基因的情况下，才会在子代身上使此隐性基因顯現出來。
与此对应的是显性遗传，父母双方有一方的基因顯現的情况下，子代即会出现此基因顯現的性状，显性遗传的基因称为显性基因。

## 隐性基因
隐性基因（Recessive gene）用來形容一種等位基因，只會在該生物的基因型為同質基因型，才會影響到表現型。若一個等位基因無論在同質還是異質的情況，都會影響表現型，則稱為顯性的。隐性基因决定的遗传过程，称为隐性遗传，而显性基因决定的遗传过程，则称为显性遗传。
有時，等位基因只有兩種可能，其中剛好一項是隱性，一項的顯性。隱性基因習慣以小楷英文字母表示，對應的显性基因則以相應的大楷字母表示。這類隱性和顯性基因的分布可用哈代-溫伯格定律估計。
亦可能會有多於一個等位基因是顯性的，這種情況叫共顯性。如人類血型中，A和B都是顯性的，O是隱性的。
許多著名的遺傳病都是隱性的，因為這較難從表現型發現。
- 隱性：鐮刀型紅血球疾病、色盲
- 共顯性：A1AD
- 顯性：色素失調症、卡勒曼綜合症

与肿瘤发生的有关基因中，肿瘤抑制基因通常为隐性基因。

## 外部連結
- "Online Mendelian Inheritance in Man" （页面存档备份，存于） (OMIM)
- "Autosomal dominance of Huntington's Disease".  Huntington's Disease Outreach Project for Education at Stanford（英语：Huntington's Disease Outreach Project for Education at Stanford）
- "Examples of incomplete dominance" （页面存档备份，存于） (YouTube)